# Spółgłoska zwarto-szczelinowa zadziąsłowa bezdźwięczna
Spółgłoska zwarto-szczelinowa zadziąsłowa bezdźwięczna – rodzaj dźwięku spółgłoskowego występujący w językach naturalnych, oznaczany w międzynarodowej transkrypcji fonetycznej IPA symbolem [tʃ].

## Artykulacja

### Opis
W czasie artykulacji tej spółgłoski:
- modulowany jest strumień powietrza wydychany z płuc, czyli jest to spółgłoska płucna egresywna
- tylna część podniebienia miękkiego zamyka dostęp do jamy nosowej, jest to spółgłoska ustna
- prąd powietrza w jamie ustnej uchodzi wzdłuż środkowej linii języka – spółgłoska środkowa
- koniuszek języka i jego brzeżek kontaktuje się tuż za górnymi dziąsłami – jest to spółgłoska zadziąsłowa.
- dochodzi do całkowitego zablokowania przepływu powietrza przez jamę ustną i nosową, a następnie do przejścia bezpośrednio, bez plozji, do spółgłoski [ʃ].
- wiązadła głosowe nie drgają, spółgłoska ta jest bezdźwięczna

### Warianty
- wzniesienie środkowej części grzbietu języka w stronę podniebienia twardego, mowa wtedy o spółgłosce zmiękczonej (spalatalizowanej): [tʃʲ]
- wzniesienie tylnej części grzbietu języka w kierunku podniebienia tylnego, mowa o spółgłosce welaryzowanej: [tʃˠ]
- napięcie mięśni gardła – mowa o spółgłosce faryngalizowanej [tʃˁ]
- zaokrąglenie warg, mowa wtedy o spółgłosce labializowanej [tʃʷ]

## Przykłady
- w języku polskim: czyn [tʃɨn]
- w języku amharskim: አንቺ [antʃi] „ty” (forma żeńska)
- w języku angielskim: cheese [tʃi:z] „ser”
- w języku baskijskim: etxea [eˈtʃea] „dom”
- w języku niemieckim: Deutsch [dɔʏ̯tʃ] „język niemiecki”